# Dahlia neglecta
Dahlia neglecta là một loài thực vật có hoa trong họ Cúc. Loài này được Saar mô tả khoa học đầu tiên năm 2002.